# Motonaga Sadamasa
Sadamasa Motonaga (japanisch 元永 定正 Motonaga Sadamasa; * 26. November 1922 in Iga Ueno; † 3. Oktober 2011 in Takarazuka) war ein japanischer bildender Künstler und Buchillustrator und ein Mitglied der ersten Generation der japanischen Künstlergruppe Gutai Art Association, kurz Gutai.

## Leben
Sadamasa Motonaga wurde 1922 in Ueno (Präfektur Mie) geboren und wollte schon früh Manga-Zeichner werden. Als junger Erwachsener arbeitete er als Angestellter der staatlichen Eisenbahn und als Postbeamter, während er Comics an Zeitschriften schickte. 1944 begann er bei dem in Ueno lebenden Maler Mankichi Hamabe Malerei zu studieren. Nach dem Ende des Krieges nahm Sadamasa Motonaga seine Malerei wieder auf und engagierte sich in der lokalen Kunstszene der Region Hanshin. Nachdem er 1952 nach Kobe-Uozaki umgezogen war, nahm er an der nahe gelegenen Nishinomiya Kunstschule Unterricht in Skizzieren und Ölmalerei und begann 1953 an den jährlichen Ausstellungen des Kunstvereins der Stadt Ashiya teilzunehmen. Seine frühen biomorphen abstrakten Gemälde und Objekte aus alltäglichen Haushaltsmaterialien wurden von Jirō Yoshihara, einem Gründungsmitglied und Jurymitglied des Vereins, geschätzt, der ihn 1955 einlud, der Gutai Art Association beizutreten, die unter seiner Leitung gegründet wurde. Wie viele andere Mitglieder der Gutai nahm Sadamasa Motonaga weiterhin an den Kunstausstellungen der Stadt Ashiya teil.

## Gutai
Als Mitglied von Gutai war Sadamasa Motonaga an den meisten Ausstellungen und Projekten der Gruppe beteiligt, darunter die Zeitschrift Gutai, Ausstellungen im Freien und Theateraufführungen. Sadamasa Motonaga schuf weiterhin humorvolle, biomorphe, abstrakte Gemälde und Objekte aus Fundstücken aus der Natur, die er mit leuchtender Farbe überzog, wie etwa eine Gruppe von Steinen, die mit leuchtend roter, weißer und blauer Farbe überzogen und mit Weizenhalmen verziert wurden. Für Gutais experimentelle Freiluftausstellungen Experimentelle Freiluftausstellung moderner Kunst zur Herausforderung der Mittsommersonne (1955), die Erste Gutai Kunstausstellung (1955) und die Gutai Kunstausstellung im Freien (1956) füllte Sadamasa Motonaga Kunststoffröhren mit farbigem Wasser, die an Bäumen oder an der Decke der Ausstellungsorte aufgehängt wurden. Bei der Gutai Art on the Stage Show (1957) führte Sadamasa Motonaga öffentlich seine Performance Smoke auf, bei der Rauchringe aus einer Holzkiste in die Luft geblasen wurden.
Um 1957 begann Sadamasa Motonaga, inspiriert von der Tarashikomi-Technik der traditionellen japanischen Malerei, mit dem Gießen von flüssiger Farbe auf nasse Farbschichten zu experimentieren: Sadamasa Motonaga nutzte die dynamischen und unkontrollierten Effekte dieser Technik in Kombination mit seinen einfachen, biomorphen Formen, indem er die Farbe über die Konturen der Formen fließen ließ und häufig Kieselsteine auf die Leinwand auftrug. 1957 begann Gutai mit dem französischen Kunstkritiker Michel Tapié zusammenzuarbeiten, der das Informel und die abstrakte gestische Kunst als weltweite Bewegung propagierte. Als eines der wenigen Mitglieder der Gruppe schloss Sadamasa Motonaga 1960 einen Vertrag mit der Martha Jackson Gallery in New York (die von Michel Tapié beraten wurde), um regelmäßig Bilder zu liefern. Sadamasa Motonaga war ein einflussreiches Mitglied von Gutai und seine Werke waren ein fester Bestandteil von Gutai; er war es auch, der die so genannten Mitglieder der zweiten und dritten Generation von Gutai anwarb.

## New York
1966 verbrachte Sadamasa Motonaga ein Jahr in New York, wo er sich von der internationalen Kunstszene inspirieren ließ und neue Materialien wie Acrylfarben erkundete. Nach seiner Rückkehr nach Japan wandte er sich zunehmend der Airbrush-Technik zu, die seinen Werken eine grafische Qualität verlieh. Darüber hinaus war Sadamasa Motonaga auch als Illustrator tätig und schuf Kinderbücher in Zusammenarbeit mit dem Dichter Shuntarō Tanikawa der lautmalerische Verse beisteuerte, während Sadamasa Motonaga Illustrationen beisteuerte, die organisches Wachstum und die Bewegung von Formen thematisierten.
In den 1970er Jahren organisierte Sadamasa Motonaga weiterhin Einzel- und Gruppenausstellungen, vor allem in Kunsträumen der Region Kansai. Er erweiterte sein künstlerisches Schaffen um Keramiken, Einrichtungsgegenstände (z. B. Wandteppiche und Stühle), Wandmalereien und Installationen, die häufig performative Elemente enthielten.

## Rückkehr nach Japan
Nach seiner Rückkehr nach Japan stellte Sadamasa Motonaga weiterhin in den Gutai-Ausstellungen aus und nahm an der Ausstellung und den Performances der Gruppe auf der Expo ’70 in Osaka teil, wo er mehrere Nummern für die Bühnenshow Gutai Art Festival entwarf, die mit Lichteffekten und Reflexionen von sich bewegenden Formen arbeiteten. Aufgrund von Streitigkeiten zwischen den Mitgliedern verließ Sadamasa Motonaga Gutai 1971, nur wenige Monate vor der offiziellen Auflösung der Gruppe nach Jirō Yoshiharas Tod 1972.
In den 1980er Jahren wurden Sadamasa Motonagas Werke in die wachsende Zahl von retrospektiven Gutai-Ausstellungen in Europa, den USA und Japan aufgenommen, für die der Künstler Nachbauten seiner frühen Werke, insbesondere seiner Wasser/Flüssigkeits-Arbeiten, anfertigte. In seinen neuen Arbeiten wandte er sich jedoch von der kantigen Malerei im Pop-Stil ab und einer Mischsprache aus einfachen grafischen, zeichenhaften Elementen und Design mit malerischen Elementen zu. Von 1982 bis 1987 lehrte er an der Kyoto City University of Arts.
In den 1990er Jahren nahm Sadamasa Motonaga weiterhin an zahlreichen Gutai Retrospektiven teil, aber er begann auch, seine eigenen Retrospektiven in Museen zu organisieren, z. B. im Mie Prefectural Art Museum (1991) und im Otani Memorial Art Museum in Nishinomiya (2002). Seine Gemälde wurden immer großformatiger und vermischten verschiedene künstlerische Stile, Genres und Techniken wie Airbrush und Zeichnung. Nach dem großen Hanshin-Erdbeben 1995, das ihre Heimatregion verwüstete, engagierten sich Sadamasa Motonaga und Etsuko Nakatsuji in Wiederaufbau- und Rehabilitationsprojekten mit öffentlicher Kunst und Veranstaltungen für Kinder. Sadamasa Motonaga lehrte ab 1996 an der Seian University of Art and Design. Sadamasa Motonaga starb 2011 in Takarazuka.

## Bilderbücher
Seit 1970 hat Sadamasa Motonaga mehr als 20 Bilderbücher veröffentlicht, darunter Koro koro koro (1984) und Gacha gacha don don (1990). Das in Zusammenarbeit mit Shuntarō Tanikawa entstandene Bilderbuch Moko moko moko (1977) erzählt die Geschichte von organisch geformten, individuellen Figuren, die miteinander interagieren und sich verändern. Tanikawa begleitete Sadamasa Motonagas Illustrationen mit kurzen rhythmischen, lautmalerischen Versen, und das Buch ist bis heute ein Bestseller. Sadamasa Motonaga schuf auch Bilderbücher in Zusammenarbeit mit dem Komponisten und Schriftsteller Yōsuke Yamashita und dem Übersetzer Hisao Kanaseki.